# 斯科特·斯莫尔
斯科特·斯莫尔是一位神经生物学家和神經內科医师，毕业于哥伦比亚大学医学院，导师埃里克·坎德尔，现为哥伦比亚大学教授，专攻阿茲海默症与老年认知能力研究，特别是海马体与记忆的关系，主要科普作品有《记忆与遗忘之间》（Forgetting: The Benefits of Not Remembering）。